# 烏毛折尾蝦
烏毛折尾蝦（学名：Uroptychus nigricapillis）为劣柱蝦科折尾蝦屬下的一个种。